# Rudolf Straeuli
Pas d'image ? Cliquez ici

a Compétitions nationales et continentales officielles uniquement.

b Matchs officiels uniquement.
Rudolf August Wilkens Straeuli, plus simplement connu comme Rudolf Straeuli, né le 20 août 1963 à Pretoria, est un joueur de rugby à XV sud-africain qui a joué avec l'équipe d'Afrique du Sud entre 1994 et 1995, évoluant au poste de deuxième ligne ou troisième ligne centre.

## Biographie
Rudolf Straeuli évolue pour la province sud-africaine de Currie Cup des Golden Lions. Il effectue son premier test match avec les Springboks le 9 juillet 1994 à l’occasion d’un match contre l'équipe de Nouvelle-Zélande (défaite 22-14). Son dernier test match est effectué le 18 novembre 1995 contre l'équipe d'Angleterre. Il gagne la coupe du monde de rugby 1995.
Puis, il devient l'entraîneur de l'équipe d'Afrique du Sud entre 2002 et 2003. Il a effectué son premier test match avec les Springboks le 8 juin 2002 à l’occasion d’un test match contre l'équipe du pays de Galles (victoire 34-19). Son dernier test match est effectué le 8 novembre 2003 contre l'équipe de Nouvelle-Zélande. Les résultats ne sont pas à la hauteur, le bilan est de douze défaites pour treize victoires, le tri-nations et la coupe du monde sont décevants. Il ne remporte que 2 des 17 rencontres disputées contre les 6 meilleures nations mondiales. 

## Palmarès
- Vainqueur de la coupe du monde en 1995

## Statistiques en équipe nationale

### En tant que joueur
- 10 sélections
- 20 points (4 essais)
- Sélections par saison : 5 en 1994, 5 en 1995.
- Participation à la coupe du monde 1995 (3 matchs, 2 comme titulaire)

### En tant qu'entraîneur
- 23 matchs
- 3e du Tri-nations 2002 et 2003
- quart-de-finaliste de la Coupe du monde de rugby 2003